# Port lotniczy Tiumeń
Port lotniczy Tiumeń (IATA: TJM, ICAO: USTR) – port lotniczy położony 13 km na zachód od Tiumeni, w obwodzie tiumeńskim, w Rosji.

## Kierunki lotów i linie lotnicze
| Linia lotnicza    | Kierunek |
| ----------------- | --- |
| Aerofłot          | 1. Krasnojarsk 2. Moskwa-Szeremietiewo 3. Sankt Petersburg 4. Soczi |
| AZIMUT            | 1. Mineralne Wody 2. Niżniekamsk |
| Azur Air          | Sezonowe czartery: 1. Phuket |
| Gazpromawia       | 1. Bovanenkovo 2. Moskwa-Wnukowo 3. Nadym 4. Nowy Urengoj 5. Stawropol 6. Talakan 7. Ufa 8. Yamburg |
| Ikar              | 1. Soczi |
| NordStar          | 1. Norylsk 2. Samara |
| Nordwind Airlines | 1. Biszkek 2. Machaczkała 3. Moskwa-Szeremietiewo 4. Osz 5. Soczi |
| Pobeda            | 1. Moskwa-Szeremietiewo (od 3 lutego 2024) 2. Moskwa-Wnukowo 3. Sankt Petersburg 4. Soczi |
| Red Wings         | 1. Stambuł 2. Salechard 3. Samara 4. Wołgograd |
| Rossija Airlines  | 1. Krasnojarsk 2. Moskwa-Szeremietiewo 3. Sankt Petersburg |
| RusLine           | 1. Moskwa-Wnukowo |
| S7 Airlines       | 1. Nowosybirsk |
| Smartavia         | 1. Sankt Petersburg 2. Soczi |
| Turkish Airlines  | Sezonowo: 1. Antalya |
| UTair Aviation    | 1. Baku 2. Barnauł 3. Biełojarsk 4. Bodrum 5. Gornoałtajsk 6. Igrim 7. Kazań 8. Krasnosielkup 9. Chanty-Mansyjsk 10. Chodżent 11. Mineralne Wody 12. Moskwa-Wnukowo 13. Niżniewartowsk 14. Nowy Urengoj 15. Niagań 16. Omsk 17. Perm 18. Samara 19. Soczi 20. Surgut 21. Talakan 22. Tarko-Sale 23. Taszkent 24. Tolka 25. Ufa 26. Uraj 27. Jekaterynburg 28. Erywań Sezonowo: 1. Dubaj-Al Maktoum |
| Yamal Airlines    | 1. Biełojarsk 2. Czelabińsk 3. Irkuck 4. Krasnojarsk 5. Moskwa-Wnukowo 6. Nadym 7. Niżniewartowsk 8. Nowosybirsk 9. Nowy Urengoj 10. Nojabrsk 11. Sabietta 12. Sankt Petersburg 13. Salechard 14. Samara 15. Soczi 16. Surgut 17. Talakan 18. Tomsk 19. Wołgograd |

## Katastrofa
2 kwietnia 2012 miała tu miejsce katastrofa lotu UTair 120.